# Ctenitis silvatica
Ctenitis silvatica är en träjonväxtart som beskrevs av Holtt. Ctenitis silvatica ingår i släktet Ctenitis och familjen Dryopteridaceae. Inga underarter finns listade.